# 床島
床島（とこしま、1969年8月25日 - ）は、大相撲の床山。本名は松原弘一。愛知県豊田市出身。現在放駒部屋所属（所属部屋履歴は二子山部屋→松ヶ根部屋→二所ノ関部屋→放駒部屋）。現在一等床山を務めている。

## 履歴
- 1988年3月場所 - 採用。当初の床山名は床島津。
- 時期不明 - 床島に改名。
- 1999年以前 - 三等床山。
- 2009年1月場所 - 二等床山に昇進。
- 2019年1月場所 - 一等床山に昇進。